# عبد السلام بنعبد العالي
عبد السلام بنعبد العالي (ولد عام 1945 بمدينة سلا) هو مفكر ومترجم وأستاذ جامعي مغربي . حصل على جائزة سلطان بن علي العويس الثقافية عام 2023م، وعضو مقيم بأكاديمية المملكة المغربية.

## مسيرته
ولد الدكتور عبد السلام بنعبد العالي بمدينة سلا سنة 1945 حاصل على الدكتوراه في الفلسفة، وهو أستاذ جامعي بجامعة محمد الخامس بالرباط، له كثير من المقالات والدراسات العلمية، بالإضافة إلى مجموعة مهمة من الكتب التي نشرت له ومنها ما هو مشترك بينه وبين مفكرين أمثال المفكر سالم يفوت في كتاب درس الإبستمولوجيا.

## تعاونه مع الكاتب عبد الفتاح كيليطو
يشكل عبد السلام بنعبد العالي أحد أبرز الفاعلين في المشهد الثقافي المغربي والعربي، لعب دورا مهما في إثراء الفكر النقدي عبر تفاعله العميق مع تجربة الكاتب المغربي عبد الفتاح كيليطو. لا تقتصر علاقة بنعبد العالي بكيليطو على الصداقة الشخصية، بل تمتد إلى اشتباك معرفي حيوي يعكس رؤية نقدية متجددة تهدف إلى تحرير النقد الأدبي من القوالب الكلاسيكية المرتبطة بالنصوص التقليدية.
ألف عبد السلام بنعبد العالي كتاب "عبد الفتاح كيليطو أو عشق اللسانين" الصادر عن منشورات المتوسط، حيث قدم تحليلاً دقيقاً لمسار كيليطو الأدبي والفكري، مسلطًا الضوء على انفتاحه على الأدبين العربي والغربي، وحركته بين لغتين وثقافتين، ولعب بنعبد العالي أيضا دورًا محوريًا في نقل تجربة كيليطو إلى جمهور أوسع من خلال الترجمة، التي مثلت جسراً هاماً بين تجربتيهما الفكرية، كما يتضح في ترجماته لأعمال كيليطو مثل "الكتابة والتناسخ" و"أتكلم جميع اللغات لكن بالعربية". تتسم العلاقة بين عبد السلام بنعبد العالي وعبد الفتاح كيليطو بالحيوية والحوار المستمر، حيث تعزز المسافات بينهما هذا الحوار وتغذيه، لتعيد تعريف النقد الأدبي والكتابة والترجمة كممارسات متشابكة لا تنفصل عن قضايا المعنى والسرد والانتماء. 

## مؤلفاته
للدكتور عبد السلام بنعبد العالي مؤلفات عديدة منها:
- الميتافيزيقا، العلم والإيديولوجيا
- الفلسفة السياسية عند الفارابي، 1981.
- الفكر الفلسفي في المغرب
- هايدغر ضد هيجل: التراث والاختلاف
- درس الإبستمولوجيا (بالاشتراك مع سالم يفوت)، الدار البيضاء، دار توبقال للنشر 1986, 216 ص.
- التراث والهوية: دراسات في الفكر الفلسفي بالمغرب
- الفكر في عصر التقنية، 2000.
- أسس الفكر الفلسفي المعاصر 1991، دار توبقال للنشر، ط 2، 2000
- ثقافة الأذن وثقافة العين، 1994، دار توبقال للنشر، ط2 2008
- بين بين 1996 دار توبقال للنشر،
- ميتولوجيا الواقع، دار توبقال للنشر، 1999
- بين الاتصال والانفصال، دار توبقال للنشر، 2002
- لعقلانية ساخرة، دار توبقال للنشر، 2004
- ضد الراهن، دار توبقال للنشر، 2005
- منطق الخلل، دار توبقال للنشر، 2007
- في الانفصال، دار توبقال للنشر، 2008
- حوار مع الفكر الفرنسي، دار توبقال للنشر، 2008
- الأدب والميتافيزيقيا: دراسات في أعمال عبد الفتاح كيليطو، دار توبقال للنشر، ترجمة كمال التومي 2009
- الكتابة بيدين، دار توبقال للنشر، 2009
- امتداح اللافلسفة، دار توبقال للنشر، 2010.
- التاريخانية والتحديث: دراسات في أعمال لعبد الله العروي، دار توبقال للنشر، 2010.
- الفلسفة أداة للحوار، دار توبقال للنشر، 2011.
- الفلسفة فناً للعيش، دار توبقال للنشر، 2012.
- حركة الكتابة، دار توبقال للنشر، 2012.
- في الترجمة، دار توبقال للنشر مترجم إلى اللغة الفرنسية نسخة عربية وفرنسية للكتاب.
- ضيافة الغريب، دار توبقال للنشر، 2014.
- أشياء سبق الحديث عنها، دار توبقال للنشر، 2014.
- البوب - فلسفة، دار توبقال للنشر، 2014.
- سيميولوجيا الحياة اليومية، دار توبقال للنشر، 2016.
- جرح الكائن، دار توبقال للنشر، 2017.
- القراءة رافعة رأسها، دار توبقال للنشر، 2019.
- النص المتعدد. 2020. دار توبقال
- الكتابة بالقفز والوثب ، منشورات المتوسط، 2020
- لا أملك إلَّا المسافات التي تُبعِدُني (فلسلفة)، منشورات المتوسط، 2020.
- قراءات من أجل النسيان (فلسفة)، منشورات المتوسط، 2021.
- انتعاشة اللغة: كتابات في الترجمة، منشورات المتوسط، 2021.[9]
- كأنك تقول الشيء نفسه، منشورات المتوسط 2022.[10]
- عبد الفتاح كيليطو أو عشق اللسانين، منشورات المتوسط، 2022.[11]

## ترجماته
| الكتاب                                                   | المؤلف                          | تاريخ النشر | ملاحظات                                                                 |
| -------------------------------------------------------- | ------------------------------- | ----------- | ----------------------------------------------------------------------- |
| درس السيميولوجيا                                         | رولان بارط                      | 1985        | دار توبقال للنشر.                                                       |
| الكتابة والتناسخ: المؤلف في الثقافة العربية              | عبد الفتاح كيليطو               | 1985        |                                                                         |
| الرمز والسلطة                                            | بيير بورديو                     | 1986        | دار توبقال للنشر                                                        |
| الفلسفة الحديثة: نصوص مختارة                             | - - - -                         | 2001        | اختيار وترجمة بالاشتراك مع د. محمد سبيلا.                               |
| أسئلة الكتابة                                            | موريس بلانشو                    | 2004        | ترجمة بالاشتراك مع نعيمة بنعبد العالي.                                  |
| حقوق الإنسان                                             | - - - -                         | 2004        | إعداد وترجمة بالاشتراك مع د. محمد سبيلا.                                |
| الحقيقة                                                  | - - - -                         | 2005        | إعداد وترجمة بالاشتراك مع د. محمد سبيلا.                                |
| اللغة                                                    | - - - -                         | 2005        | إعداد وترجمة بالاشتراك مع د. محمد سبيلا.                                |
| العقلانية وانتقاداتها                                    | - - - -                         | 2006        | إعداد وترجمة بالاشتراك مع د. محمد سبيلا.                                |
| الحداثة وانتقاداتها 1: نقد الحداثة من منظورغربي          | - - - -                         | 2006        | إعداد وترجمة بالاشتراك مع د. محمد سبيلا.                                |
| الحداثة وانتقاداتها 2: نقد الحداثة من منظورعربي - اسلامي | - - - -                         | 2006        | إعداد وترجمة بالاشتراك مع د. محمد سبيلا.                                |
| الإيديولوجيا                                             | - - - -                         | 2006        | إعداد وترجمة بالاشتراك مع د. محمد سبيلا.                                |
| الرمز والسلطة                                            | بيير بورديو                     | 2007        | [ 13 ]                                                                  |
| العقل والعقلانية                                         | - - - -                         | 2007        | إعداد وترجمة بالاشتراك مع د. محمد سبيلا.                                |
| ما بعد الحداثة 1: تحديدات                                | - - - -                         | 2007        | إعداد وترجمة بالاشتراك مع د. محمد سبيلا.                                |
| ما بعد الحداثة 2: فلسفتها                                | - - - -                         | 2007        | إعداد وترجمة بالاشتراك مع د. محمد سبيلا.                                |
| ما بعد الحداثة 3: تجلياتها وانتقاداتها                   | - - - -                         | 2007        | إعداد وترجمة بالاشتراك مع د. محمد سبيلا.                                |
| التفكير الفلسفي                                          | - - - -                         | 2008        | ترجمة بالاشتراك مع د. محمد سبيلا.                                       |
| الحداثة                                                  | - - - -                         | 2008        | إعداد وترجمة بالاشتراك مع د. محمد سبيلا.                                |
| المعرفة العلمية                                          | - - - -                         | 2009        | إعداد وترجمة بالاشتراك مع د. محمد سبيلا.                                |
| الحداثة الفلسفية : نصوص مختارة                           | - - - -                         | 2009        | ترجمة بالاشتراك مع د. محمد سبيلا، صدر عن الشبكة العربية للأبحاث والنشر. |
| نحو فكر مغاير                                            | عبد الكبير الخطيبي              | 2013        | [ 14 ]                                                                  |
| الطبيعة والثقافة                                         | - - - -                         | 2013        | ترجمة بالاشتراك مع د. محمد سبيلا.                                       |
| أتكلم جميع اللغات، لكن بالعربية                          | عبد الفتاح كيليطو               | 2013        | دار توبقال للنشر                                                        |
| بين الفلسفة والتاريخ                                     | عبد الله العروي                 | 2019        | [ 15 ]                                                                  |
| موجز تاريخ الظل                                          | فكتور إيرونيم ستويكيتا          | 2020        | [ 16 ]                                                                  |
| خارج الفلسفة: نصوص مختارة                                | جيل دولوز                       | 2021        | ترجمة بالاشتراك مع عادل حدجامي، صدر عن منشورات المتوسط.                 |
| فن الجسور: الإنسان ابن الجسور                            | ميشيل سير                       | 2021        | صدر عن منصة معنى.                                                       |
| اثنا عشر سؤالاً موجها إلى جان بوفري حول مارتن هايدغر      | إيريك دو روبرسي دومينيك لوبوهان | 2022        | منشورات المتوسط.                                                        |

## الجوائز والتكريم
- كُرم من منتدى أصيلة في المغرب عام 2022م.[19]
- حصل على جائزة سلطان بن علي العويس الثقافية (جائزة الدراسات الإنسانية والمستقبلية) الدورة الثامنة عشرة (2022 ـ 2023).[4]